# 千葉県立笠森鶴舞自然公園
千葉県立笠森鶴舞自然公園（ちばけんりつかさもりつるまいしぜんこうえん）は、権現森・笠森寺の自然林を中心とした千葉県中央部に位置する都道府県立自然公園。笠森寺自然林は国の天然記念物に指定されている。

## 概要
千葉県中央部の市原市、長生郡長柄町・長南町に位置し、房総丘陵と下総台地の接点にある丘陵地・権現森自然林・笠森寺自然林を中心とした自然公園である。一宮川・水上川・内田川・南房総導水路の一部を区域に含む。区域面積は19.48平方キロメートル。付近の市津湖は区域に含まれていない（区域図参照）。
国の重要文化財である笠森寺（笠森観音堂）を中心とした周囲の国の天然記念物である笠森自然林、桜の名所である鶴舞公園など自然豊かな風景が特色である。

## 沿革
- 1966年（昭和41年）3月8日 - 自然公園指定。

## 区域
以下、区域図を参照。
- 区域図

## 地理
- 権現森自然林（北緯35度26分50.9秒 東経140度12分19.0秒 / 北緯35.447472度 東経140.205278度）
- 高星山（北緯35度25分18.5秒 東経140度10分54.2秒 / 北緯35.421806度 東経140.181722度）
- 一宮川（北緯35度25分42.4秒 東経140度11分24.2秒 / 北緯35.428444度 東経140.190056度）
- 笠森寺自然林（北緯35度23分58.6秒 東経140度11分56.1秒 / 北緯35.399611度 東経140.198917度）
- 内田川（北緯35度23分17.9秒 東経140度11分52.7秒 / 北緯35.388306度 東経140.197972度）
- 野見金山（北緯35度21分51.4秒 東経140度12分33.7秒 / 北緯35.364278度 東経140.209361度）

## 施設
- 千葉市少年自然の家[4]
- アルビンスポーツパーク[5]
- 房総浮世絵美術館[6]
- 和光大学鶴舞セミナーハウス（鶴舞青年の家[7]）
- ミュージアム アズ イット イズ[8]
- 野見金公園[9]
- 鶴舞公園[10]

## 見所
- 区域内
  - 秋元牧場[11]
  - クマの森ミュージアム[12]
  - 里山乗馬クラブ[13]
  - 大千葉カントリー倶楽部[14]（一部区域内）
- 区域近隣
  - 長生き展望台[15]
  - 市原ぞうの国
  - ロングウッドステーション

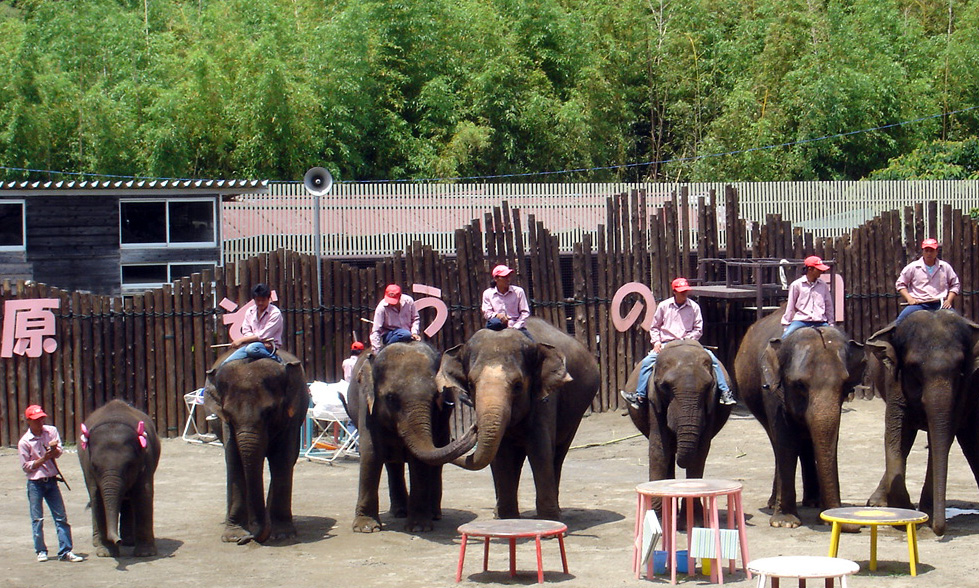
市原ぞうの国

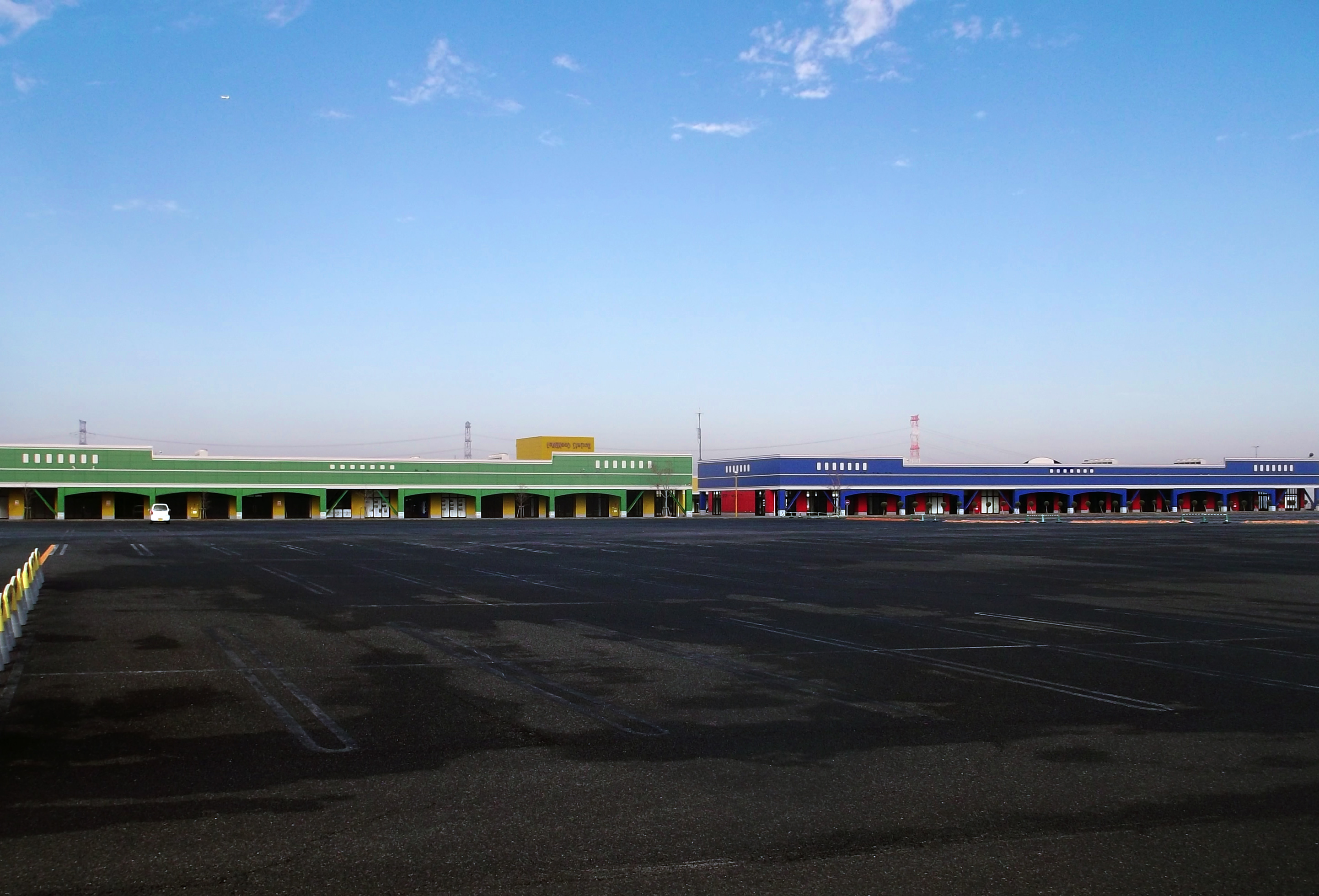
ロングウッドステーション

  - 笠森野営場キャンプ場（長南町営キャンプ場[16]）

## アクセス
代表的なアクセス方法一覧。
- 近隣の鉄道駅・バス停留所
  - 茂原駅（JR外房線）
  - 上総鶴舞駅（小湊鉄道線）
  - 長南駐車場バス停留所（パークアンドライド方式）
- 近隣のインターチェンジ
  - 茂原長南インターチェンジ（首都圏中央連絡自動車道）
  - 市原鶴舞インターチェンジ（首都圏中央連絡自動車道）
- 近隣の駐車場
  - 笠森寺などに駐車場有[17]。そのほか各施設を参照。